# Kibin (plaats)
Kibin is een bestuurslaag in het regentschap Serang van de provincie Banten, Indonesië. Kibin telt 11.052 inwoners (volkstelling 2010).